# 任漢
任漢（1462年—1521年），字宗海，四川成都府温江縣人，軍籍，治《詩經》，明朝政治人物。

## 生平
四川鄉試第三十四名舉人。成化二十三年（1487年）中式丁未科三甲第二十四名進士。

## 家族
曾祖任必通；祖父任遠；父任永欽，舉人。母張氏。